# Antonio Gaspari

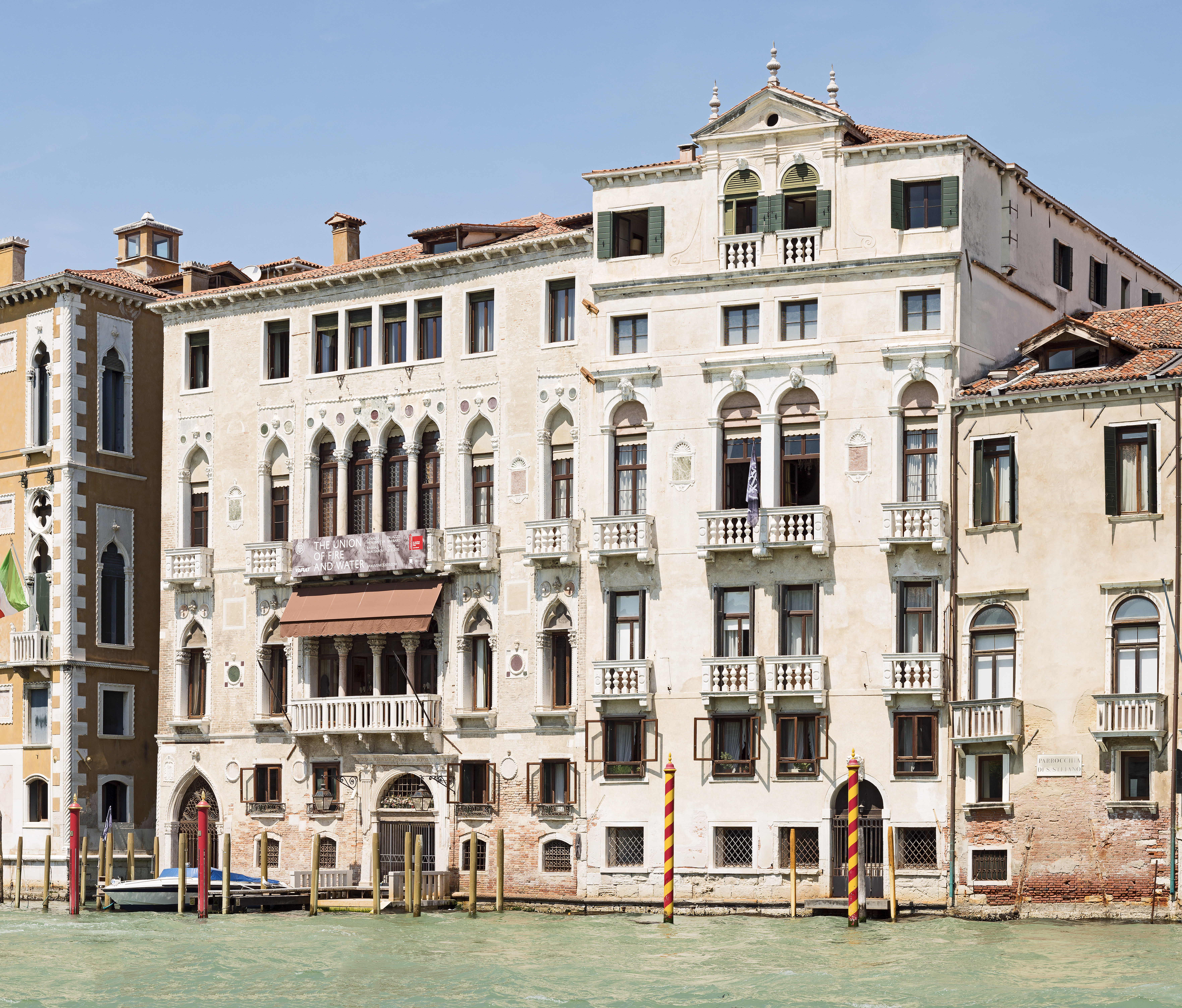
Antonio Gaspari, Palazzo Barbaro bei San Vidal, Venedig

Antonio Domenico Gaspari (* 10. April 1656 in Venedig; † 27. April 1723 ebenda) war ein italienischer Architekt, der hauptsächlich in Venedig und in Venetien tätig war.

## Leben
Antonio Gaspari wurde in der Contrada Santa Fosca in Venedig als fünftes von elf Kindern geboren. Sein Vater Giacomo stammte aus Colle Santa Lucia in den Dolomiten und war 1631 im Alter von 14 Jahren nach Venedig gezogen. Er gehörte damit zu den zahlreichen Emigranten, die von der Terraferma in die Lagunenstadt gingen, und die von der Pest dezimierte Bevölkerung der Stadt auffrischten. Wie der bereits in Venedig lebende Onkel von Antonios Vater, war Giacomo als Bäcker tätig. Auch die aus Mogliano stammende Mutter Antonios, Cipriana Radose, war im Zuge der zwischen 1629 und 1631 in Norditalien wütenden Pestepidemie als Waisenkind nach Venedig gelangt.

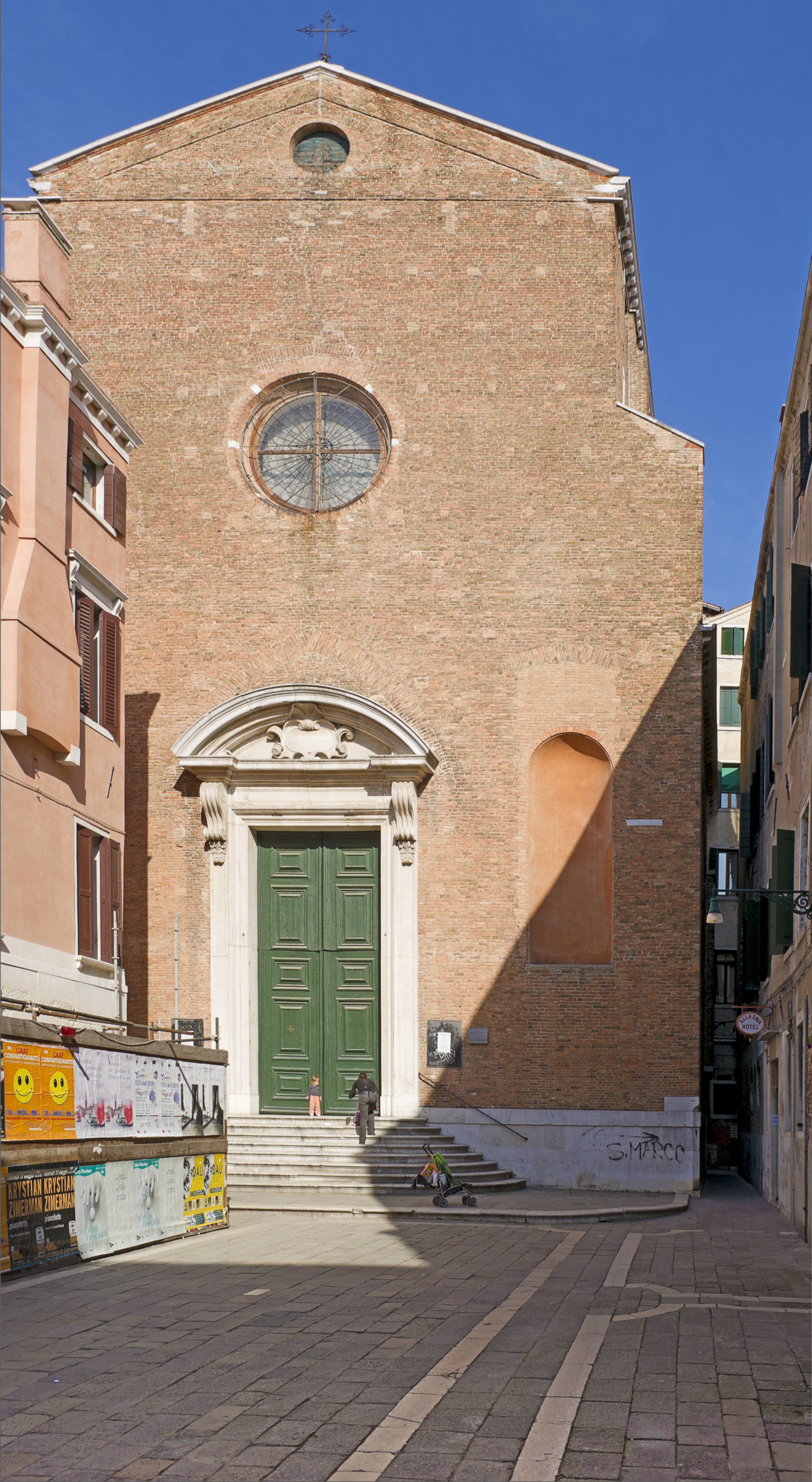
Antonio Gaspari, Santa Maria della Fava o della Consolazione, Venedig

Seine Herkunft lag lange Zeit im Dunkeln, auch weil er mit einem gleichnamigen Altersgenossen aus Castelguglielmo verwechselt wurde. In der älteren Literatur erscheint er deshalb auch mit anderen Lebensdaten. Nach Favilla und Rugolo wurde seine Karriere nicht unwesentlich von seinem acht Jahre älteren Bruder Giovanni beeinflusst. Letzterer hatte Theologie studiert und es bis zum Kanoniker von San Marco und zum Generalvikar des Patriarchats von Venedig gebracht.
Über seine Ausbildung können wegen fehlender Dokumente nur Vermutungen gemacht werden. Wahrscheinlich ging er nicht in einer Werkstatt in die Lehre, sondern besuchte Ende der 1670er Jahre die Accademia di San Luca in Rom. Darauf lassen zahlreiche Projektskizzen aus seinem Nachlass schließen, die Projekte zum Inhalt haben, wie sie an der Akademie gelehrt wurden. Auf eine Ausbildung in Rom weist unter anderem auch seine enge Zusammenarbeit mit dem Maler Louis Dorigny hin, der ebenfalls in den 1670er Jahren die Akademie besuchte und mit dem er an mehreren Projekten in Venedig, wie an der Ca’ Zenobio degli Armeni und Ca’ Tron, aber auch auf der Terraferma zusammenarbeitete. Zeit seines Lebens unterzeichnete Gaspari stets als Architekt. In einer Heiratsurkunde von 1683, in der als Trauzeuge eingetragen ist, wird er außerdem als Maler bezeichnet. Zumindest drei Bilder tragen seine Unterschrift und können ihm eindeutig zugewiesen werden.
Seine erste belegte Arbeit als Architekt ist das Ende der 1680er Jahre entstandene Neubauprojekt des Doms Santa Tecla in Este, bei dem er sich auch mit Carlo Fontana beriet. Die dreischiffige romanische Basilika musste nach dem Erdbeben von 1688 abgebrochen werden und wurde nach Entwürfen Gasparis als Zentralbau mit ovalen Grundriss neu errichtet und 1690 geweiht.
Gaspari setzte bereits zu diesem Zeitpunkt die von Baldassare Longhena begonnene architektonische Stilerneuerung fort. Bis zu seinem Lebensende zeichnete er sich dadurch aus, dass er versuchte den Stil Gian Lorenzo Berninis mit dem von Francesco Borromini zu vereinen. Kritiker hielten ihm in der Vergangenheit diese Stilvermischung vor und bezeichneten ihn wenig schmeichelhaft als „Killerarchitekt“. Der Großteil der Historiker schwiegen sich ihm gegenüber jedoch aus, auch weil er sich mit seinem Stil gegenüber den bekannteren Architekten Andrea Tirali und Domenico Rossi nicht durchsetzen konnte.
Zu seinen monumentalen Altararchitekturen zählen der vor 1699 entstandene Altar der heiligen Teresa in der Scalzi-Kirche oder der ihm zugeschriebene Altar in der Kirche Santo Stefano in Venedig.
1683 heiratete er Elisabetta Rapuzzo, die allerdings 1687 nur wenige Monate nach dem Tod ihres dritten Kindes nach kurzer Krankheit verstarb. Gaspari ging keine weitere Ehe ein und musste fortan allein seine zwei verbliebenen Kinder großziehen. Er verstarb am 23. April 1723 im Alter von 67 Jahren in einem bescheidenen Haus in der Contrada San Marcuola in Venedig. Bestattet wurde er im Familiengrab neben seiner vielgeliebten Frau in der Kirche Santa Fosca.

## Werke

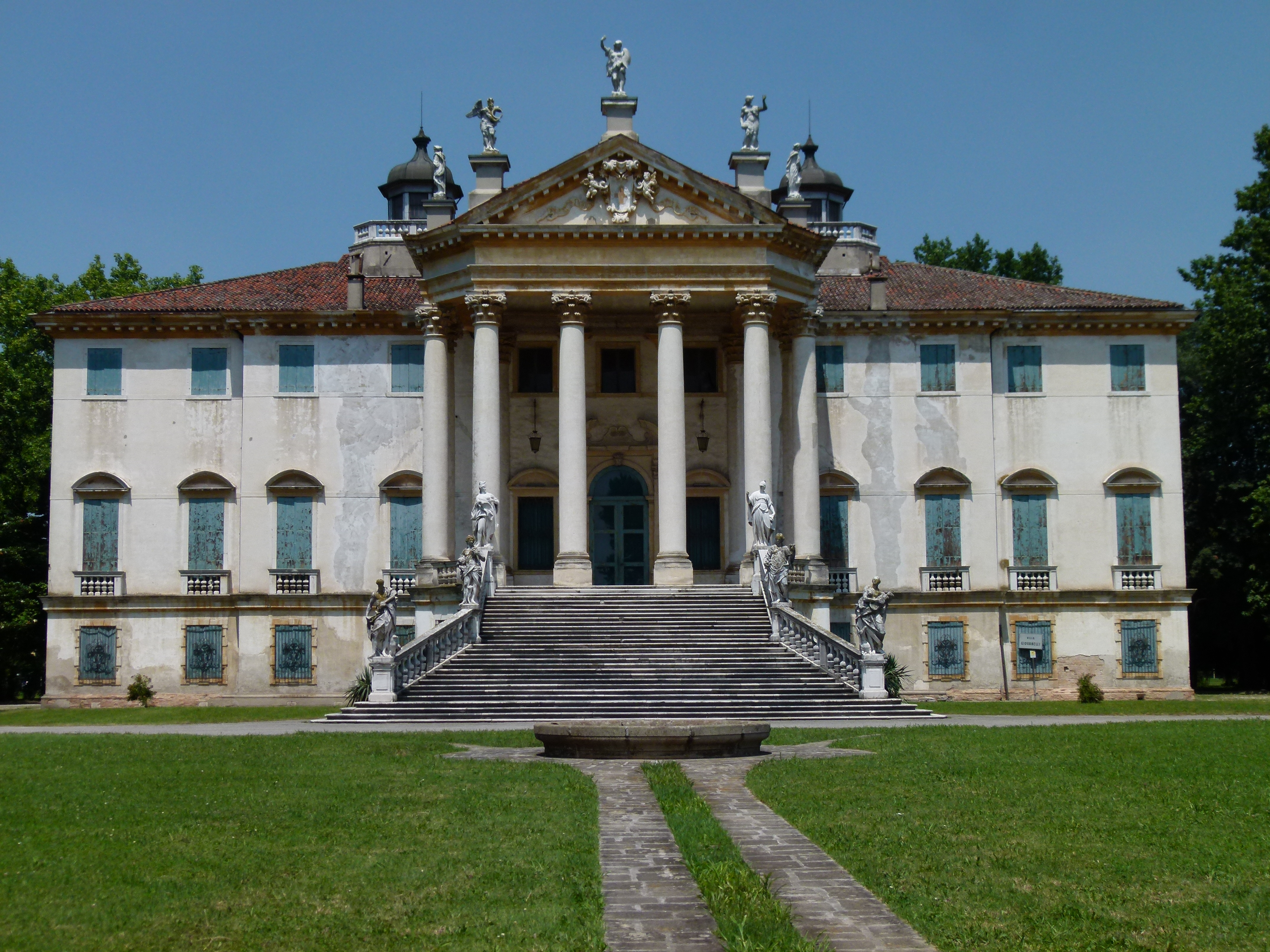
Villa Giovannelli (17. Jahrhundert), Noventa Padovana

- Kirche Santa Maria della Fava, Venedig
- Kirche Santa Sofia in Venedig (Renovierung)
- San Marcuola, Venedig (einziges Projekt, postum realisiert und unvollendet)
- Ca’ Zenobio degli Armeni, Venedig
- Palazzo Barbaro a San Vidal, Venedig (Erweiterung aus dem späten 17. Jahrhundert)
- Palazzo Michiel dalle Colonne, Venedig (Restaurierung und Wiederaufbau)
- Villa Giovanelli Colonna (17. Jahrhundert), Noventa Padovana
- Dom Santa Tecla, Este[1]
- Palazzo Capitanale, Lavis (Erweiterung aus dem frühen 18. Jahrhundert)

## Nachlass
Die Raccolta Gaspari, der Nachlass mit den Zeichnungen Antonio Gasparis in drei Bänden befindet sich in der Bibliothek des Museo Correr in Venedig. Die Sammlung umfasst rund 300 Blätter, von denen sich die meisten auf Gasparis Bauprojekte beziehen. Rund ein Dutzend Blätter betreffen Arbeiten in seinen sakralen und zivilen Bauten.